# Alfons Klausener
Alfons Klausener, auch Alphons Franz Klausener (* 5. September 1853 in Burtscheid; † 15. Januar 1921 in Aachen) war Jurist und Beigeordneter Bürgermeister der Stadt Aachen sowie Mitglied des Preußischen Abgeordnetenhauses.

## Leben und Wirken
Abstammend von der im 18. Jahrhundert aus Flirsch nach Burtscheid ausgewanderten Familie Klausener war Alfons Klausener der Sohn des Aachener Baumeisters Friedrich Klausener und der Wilhelmina Kremers.
Er begann seine politische Laufbahn als Stadtverordneter von Burtscheid und behielt dieses Amt bis 1919. Nach der Eingemeindung Burtscheids zur Stadt Aachen im Jahr 1897, saß Klausener von 1889 bis 1921 als Mitglied der Zentrumspartei für seinen Wahlkreis Eupen und Aachen als unbesoldeter Beigeordneter im Stadtrat und bekleidete zwischenzeitlich auch das Amt eines beigeordneten Bürgermeisters. In der städtischen Verwaltung war ihm aufgrund seiner Herkunft die Verwaltungsstelle Burtscheid unterstellt sowie das Standesamtdezernat.
Darüber hinaus war Klausener von 1899 bis 1918 Mitglied des Preußischen Abgeordnetenhauses als Abgeordneter des Wahlkreises Regierungsbezirk Aachen 2 (Stadt- und Landkreis Aachen-Eupen). Hier erwarb er sich außerordentliche Verdienste um die Stadt Aachen, indem er sich immer wieder maßgeblich für eine günstige Lösung der Eisenbahnfrage im Sinne der Stadt im Parlament und in den Ministerien einsetzte.
Der Beigeordnete der Stadt Aachen Alfons Klausener starb 67-jährig am 15. Januar 1921 an einem Herzschlag. Er fand seine letzte Ruhestätte auf dem Heißbergfriedhof Burtscheid/Aachen.

## Mitgliedschaften
Neben seinen politischen Aufgaben war Klausener in vielfacher Weise ehrenamtlich engagiert. So leitete er unter anderem von 1915 bis 1921 den im Jahr 1835 gegründeten Verein zur Unterstützung unbemittelter auswärtiger Brunnen- oder Badebedürftiger an den Mineralquellen zu Aachen und Burtscheid. Darüber hinaus war er Mitglied des im Jahr 1876 gegründeten Burtscheider Bürgervereins, den er von 1887 bis 1921 als Vorsitzender anführte. Damit war er nach seinem Onkel und Mitbegründers der zweite Präsident dieses Vereins aus der Familie Klausener. Ferner war er noch in folgenden Gremien und Vereinen aktiv:
- II. Vorsitzender des Kirchenvorstandes von St. Johann (Aachen-Burtscheid)
- Mitglied der Kongregation Maria de Victoria
- Mitglied des Vinzenzverein
- Vorsitzender der Vinzenzkonferenz von St. Johann Baptist
- Lokalschulinspektor während des Kulturkampfes
- Mitglied des Kuratoriums des Marienhospitals Aachen
- Mitglied des Kuratoriums des Gregoriushauses Aachen
- Mitglied im Karlsverein

## Auszeichnungen
- Dezember 1897 Ritterorden des heiligen Gregorius
- im Ersten Weltkrieg das Verdienstkreuz für Kriegshilfe
- 1911 Roter Adlerorden